# Tobias Karlsson
Tobias Karlsson (ur. 4 czerwca 1981 w Karlskronie) – szwedzki piłkarz ręczny, reprezentant kraju grający jako lewy rozgrywający. Wicemistrz olimpijski 2012 z Londynu.
Obecnie występuje w Bundeslidze, w drużynie SG Flensburg-Handewitt.

## Sukcesy

### reprezentacyjne
- wicemistrzostwo olimpijskie  2012

### klubowe
- wicemistrzostwo Norwegii  2003
- mistrzostwo Szwecji  2006, 2007, 2008
- wicemistrzostwo Niemiec  2012
- puchar Zdobywców Pucharów  2012